# Gare de Tapanila
La gare de Tapanila (en finnois : Tapanilan rautatieasema, en suédois : Mosabacka järnvägsstation) est une gare ferroviaire du transport ferroviaire de la banlieue d'Helsinki située dans la section de Tapanila du quartier de Tapaninkylä à Helsinki en Finlande.

## Situation ferroviaire
La gare de Valimo est à environ 13,0 kilomètres de la gare centrale d'Helsinki. Elle est entre la gare de Malmi et la gare de Puistola.

## Histoire

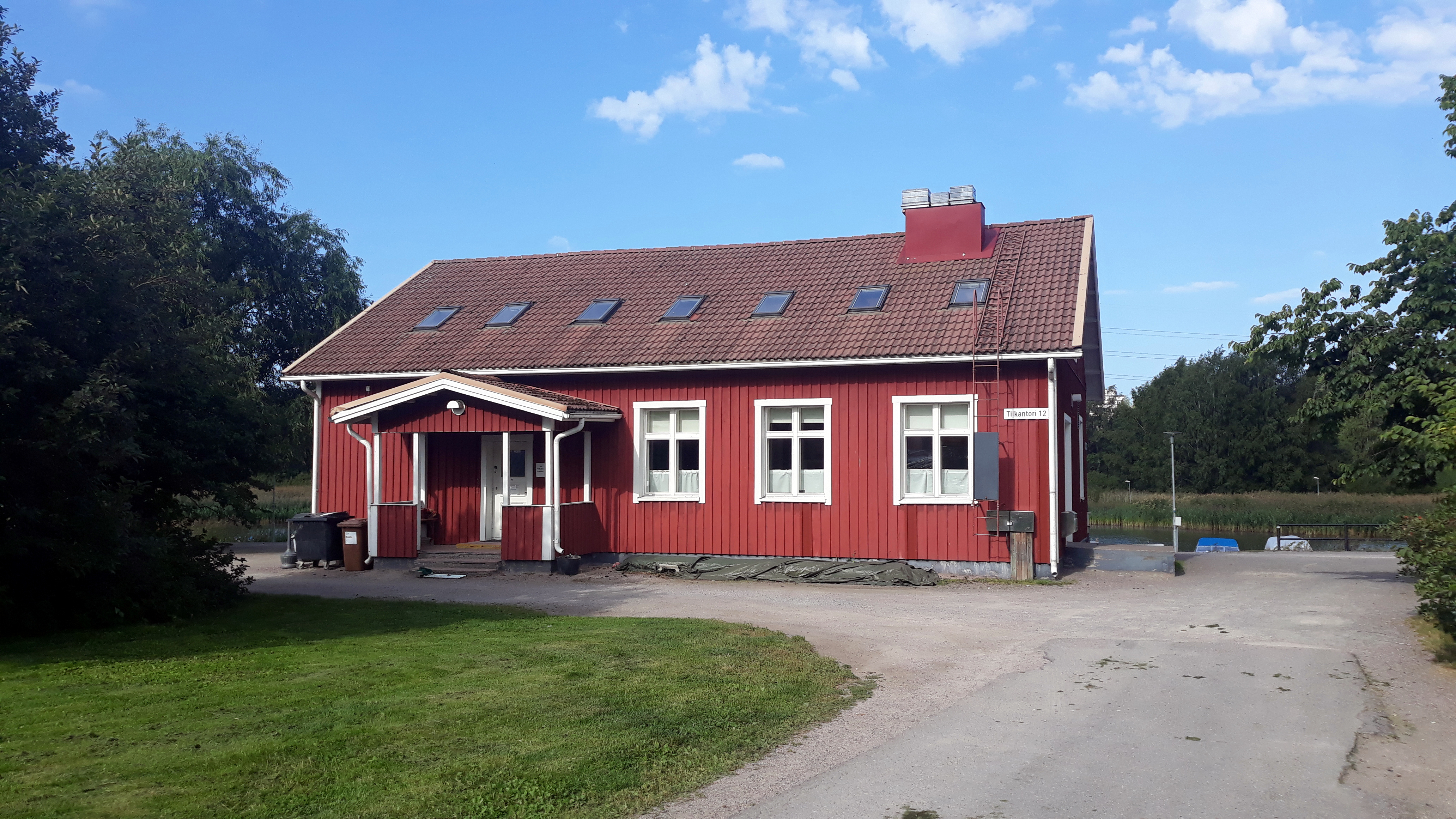
L'ancien bâtiment de la gare maintenant à Pikku Huopalahti.

Le bâtiment d'origine de la gare de Tapanila a été déplacé à Pikku Huopalahti en tant qu'élément du patrimoine culturel.

## Service des voyageurs
La gare de Valimo est desservie par les trains de banlieue I K P et T.
Les bus desservant la gare sont:
- 74 Hakaniemi – Malmi – Tapanila – Puistola – Heikinlaakso
- 74N Rautatientori – Malmi – Tapanila – Puistola – Heikinlaakso
- 702 Jakomäki – Puistola – Malmi – Tapaninvainio – Savela